# Struphuvud

Människans struphuvud, luftstrupe och bronker.

Struphuvud, larynx, är ett organ i halsen på däggdjur vars funktion är att skydda nedre andningsorganen och frambringa ljud.

## Uppbyggnad
Struphuvudet består av ett sköldbrosk (cartilago thyroidea), ett ringbrosk (cartilago cricoidea), två kannbrosk (cartilago arytenoidea, "arybrosk"), muskler, blodkärl, nerver och stämbanden.

## Funktioner
Struphuvudets livsnödvändiga funktioner är att hålla luftstrupen öppen så att vi kan andas och att kunna stänga till, vid exempelvis sväljning, för att skydda de nedre luftvägarna. 
Struphuvudets sekundära funktion är att medge röstalstring. När vi alstrar röst låter vi stämbandens slemhinnor vibrera mot varandra genom att de ömsom säras av tryckskillnaden mellan lunga och svalg ("drivtryck", subglottalt tryck), ömsom faller ihop mot varandra igen när trycket minskar igen.

## Om struphuvudet tas bort
Personer som fått struphuvudet bortopererat har direkt förbindelse mellan svalg och matstrupe, medan luften till lungorna andas in via ett hål i luftstrupen, trakeotomi. Detta sker framförallt vid cancer i struphuvudet och kallas laryngektomi.

### Webbkällor
- ”Struphuvud”. Svensk MeSH. Karolinska Institutet. https://mesh.kib.ki.se/term/D007830/larynx. Läst 2 oktober 2020.